# Fryderyki 2016
Fryderyki 2016 – 22. edycja polskich nagród muzycznych Fryderyków, przyznawanych przez Akademię Fonograficzną (powołaną przez Związek Producentów Audio-Video), honorująca dokonania przemysłu muzycznego między 1 grudnia 2014 a 31 grudnia 2015. Ceremonia wręczenia nagród muzyki rozrywkowej i jazzowej odbyła się 20 kwietnia 2016 w Teatrze Polskim w Warszawie, została poprowadzona przez Tomasza Kammela i Maritę Albán Juárez oraz była emitowana przez TVP2. Gala muzyki poważnej odbyła się w 21 kwietnia 2016 w Studio Koncertowym Polskiego Radia im. Witolda Lutosławskiego w Warszawie, została poprowadzona przez Barbarę Schabowską i Pawła Sztompke oraz była emitowana na żywo przez Program II Polskiego Radia.
Nagrody konkursowe zostały przyznane w 19 kategoriach (8 w sekcji muzyki rozrywkowej, 3 w sekcji muzyki jazzowej i 8 w sekcji muzyki poważnej). Najwięcej nominacji (po 4) otrzymali Kortez i Łukasz Borowicz. Najwięcej nagród (po 2) zdobyli Berliner Philharmoniker, Krystian Zimerman, Mitch & Mitch, Simon Rattle i Zbigniew Wodecki. Poza nagrodami konkursowymi zostały przyznane trzy Złote Fryderyki.

## Organizacja
27 października 2015 Związek Producentów Audio-Video (ZPAV) ogłosił, że Fryderyki 2016 zostaną przyznane za okres 13 miesięcy od 1 grudnia 2014 roku do 31 grudnia 2015 (we wcześniejszych edycjach nagrody były przyznawane za okres od 1 grudnia do 30 listopada). Przyjmowanie przez Akademię Fonograficzną zgłoszeń trwało od 15 grudnia 2015 do 22 stycznia 2016. Łącznie zostało zgłoszone około 500 albumów, 250 utworów, 200 teledysków i 84 artystów w kategoriach fonograficznego debiutu roku (50 w sekcji muzyki rozrywkowej i 34 w sekcji muzyki jazzowej).
26 lutego 2016 ZPAV poinformował, że galę wręczenia Fryderyków po raz dziesiąty z rzędu zorganizuje agencja STX Jamboree. 9 marca 2016 ogłosił nominacje i podał laureatów Złotych Fryderyków. Równocześnie zapowiedział dwie gale wręczenia nagród. Pierwsza, obejmująca sekcje muzyki rozrywkowej i jazzowej, została zaplanowana na 20 kwietnia 2016 w Teatrze Polskim w Warszawie, zaś druga, poświęcona sekcji muzyki poważnej, na dzień później w Studiu Koncertowym Polskiego Radia im. Witolda Lutosławskiego w Warszawie. Ponadto organizatorzy poinformowali, że TVP2 wyemituje retransmisję pierwszej gali tego samego dnia o 22:20. 11 kwietnia 2016 podali prowadzących i wykonawców obu ceremonii oraz zapowiedzieli, ze gościem specjalnym gali muzyki rozrywkowej będzie Jean-Michel Jarre.
Galę muzyki rozrywkowej i jazzu poprowadzili prezenter Tomasz Kammel i piosenkarka Marita Albán Juárez, a jej oprawę muzyczną przygotował DJ Adamus. Galę muzyki poważnej poprowadzili dziennikarze Barbara Schabowska i Paweł Sztompke, a jej emisja na żywo odbyła się w Programie II Polskiego Radia.

## Przebieg

### Gala muzyki rozrywkowej i jazzu (20 kwietnia 2016)

#### Występy
Występy podczas gali muzyki rozrywkowej i jazzowej:

- Brodka – „Horses”
- Andrzej Smolik i Kev Fox – „Run”
- The Dumplings, Rysy i Kwintet Smyczkowy Polskiej Orkiestry Radiowej – „Kocham być z tobą”
- Zbigniew Wodecki, Rysy i Kwintet Smyczkowy Polskiej Orkiestry Radiowej – „Panny mego dziadka”
- Dawid Podsiadło – „W dobrą stronę”
- Jafia, Maleo Reggae Rockers i Adam Bałdych – „Karavana”, „Słyszę”
- Kortez i Adam Pierończyk – „Zostań”
- Nikola Kołodziejczyk, Wojtek Mazolewski, Atom String Quartet i Aga Derlak Trio – „Warszawa”, „Ashes to Ashes”, „Lazarus”
- Mela Koteluk i Terrific Sunday – „To tylko tango”
- Benjamin Clementine i Kwintet Smyczkowy Polskiej Orkiestry Radiowej – „London”

Zapowiedziany został także występ zespołu Hey, jednak się nie odbył.

#### Prezenterzy
Prezenterzy podczas gali muzyki rozrywkowej i jazzowej:

- Halina Mlynkova i Grzegorz Turnau – wręczenie nagrody w kategorii album roku pop
- Ewa Farna i Grzegorz Brzozowicz – wręczenie nagrody w kategorii album roku rock
- DJ Feel-X i L.U.C. – wręczenie nagrody w kategorii album roku hip-hop
- Brodka i Tomasz Rożek – wręczenie nagrody w kategorii album roku elektronika i alternatywa
- Jarzębina – wręczenie nagrody w kategorii album roku muzyka korzeni
- Sidney Polak i Piotr Głowacki – wręczenie nagrody w kategorii teledysk roku
- Gabi Drzewiecka i Sebastian Karpiel-Bułecka – wręczenie nagrody w kategorii fonograficzny debiut roku (muzyka rozrywkowa)
- Janusz Fogler i Jean-Michel Jarre – wręczenie nagrody w kategorii utwór roku
- Bartosz Dobrzyński i Kayah – wręczenie Złotego Fryderyka dla Michała Urbaniaka
- Anna Maruszeczko i Michael Patches Stewart – wręczenie nagrody w kategorii album roku
- Aga Zaryan i Piotr Iwicki – wręczenie nagrody w kategorii fonograficzny debiut roku (muzyka jazzowa)
- Mateusz Matyszkowicz i Józef Skrzek – wręczenie nagrody w kategorii artysta roku
- Jarosław Jóźwiak i Stanisław Sojka – wręczenie Złotego Fryderyka dla Kory
- Małgorzata Małaszko-Stasiewicz i Piotr Gliński – wręczenie Złotego Fryderyka dla Bernarda Ładysza
- Piotr Metz – zapowiedź występu Benjamina Clementine’a

### Gala muzyki poważnej (21 kwietnia 2016)
Występy podczas gali muzyki poważnej:
- Polska Orkiestra Radiowa pod dyrekcją Krzesimira Dębskiego – „Koncert skrzypkowy”, „Fryderykowanie”
- Meccore String Quartet
- Szymon Nehring – mazurek h-moll op. 33 nr 4, etiuda a-moll op. 25 nr 11

## Laureaci i nominowani

### Sekcja muzyki rozrywkowej
| Utwór roku | Fonograficzny debiut roku |
| --- | --- |
| - „Rzuć to wszystko co złe” – Zbigniew Wodecki i Mitch & Mitch - muzyka: Zbigniew Wodecki - słowa: Leszek Długosz - „Nieprawda” – Ania Dąbrowska - muzyka: Ania Dąbrowska - słowa: Ania Dąbrowska i Dagmara Melosik - „W dobrą stronę” – Dawid Podsiadło - muzyka: Dawid Podsiadło i Bogdan Kondracki - słowa: Dawid Podsiadło - „Wojenka” – Lao Che - muzyka: Lao Che - słowa: Hubert „Spięty” Dobaczewski - „Zostań” – Kortez - muzyka: Kortez - słowa: Kortez i Agata Trafalska | - Kortez - Leski - Mary Komasa - Rysy - Terrific Sunday |
| Album roku pop | Album roku rock (w tym hard, metal, punk) |
| - 1976: A Space Odyssey – Zbigniew Wodecki i Mitch & Mitch - produkcja: Mitch & Mitch - Annoyance and Disappointment – Dawid Podsiadło - produkcja: Bogdan Kondracki i Daniel Walczak - Atramentowa… – Stanisława Celińska - produkcja: Maciej Muraszko - Bumerang – Kortez - produkcja: Olek Świerkot - Drugie pół – Zakopower - produkcja: Mateusz Pospieszalski | - Dzieciom – Lao Che - produkcja: Emade - Fasady – Lipali - produkcja: Szymon Sieńko i Tomasz „Lipa” Lipnicki - Love, Fear and the Time Machine – Riverside - produkcja: Mariusz Duda, Magda Srzednicka i Robert Srzednicki - To, czego pragniesz – Tomasz Lipiński - produkcja: Tomasz Lipiński - Placówka ’44 – Voo Voo i goście - produkcja: Wojciech Waglewski |
| Album roku hip hop | Album roku elektronika i alternatywa |
| - Umowa o dzieło – Taco Hemingway - produkcja: Rumak - Holizm – Grubson - produkcja: Grubson i DJ BRK - Podróż zwana życiem – O.S.T.R. - produkcja: O.S.T.R. i Killing Skills (Chris van Rootselaar i Jaap Wiewel) - Różewicz – Interpretacje – Sokół, Hades i Sampler Orchestra - produkcja: Sampler Orchestra (Paweł Moszyński i Stanisław Koźlik) - Vanillahajs – Tede i Sir Michu - produkcja: Sir Michu                                                                       | - Smolik / Kev Fox – Smolik i Kev Fox - produkcja: Andrzej Smolik - Don’t Kiss and Tell – Bokka - produkcja: Bokka - Lovely Fear – Daniel Bloom - produkcja: Daniel Bloom - Matka i żony – Mikromusic - produkcja: Dawid Korbaczyński - Sea You Later – The Dumplings - produkcja: Kuba Karaś                                                                      |
| Album roku muzyka korzeni (w tym blues, folk, country, muzyka świata, reggae) | Teledysk roku |
| - Święto Słońca – Kapela ze Wsi Warszawa - produkcja: Mariusz Dziurawiec - Mysz – Adam Strug - produkcja: Wojciech Waglewski - Ka Ra Va Na – Jafia - produkcja: Marcin Pospieszalski - O – Chłopcy kontra Basia - produkcja: Tomasz Waldowski - Wake Up – Maleo Reggae Rockers - produkcja: Dariusz Malejonek | - „W dobrą stronę” – Dawid Podsiadło - reżyseria: Piotr Onopa - „Katarakta” – Daniel Bloom, gościnnie: Mela Koteluk - reżyseria: Klaudiusz Chrostowski - „Nazywali go Marynarz – szanta narciarska” – Artur Andrus - reżyseria: Mateusz Winkiel - „Run” – Smolik i Kev Fox - reżyseria: Marcel Sawicki - „Zostań” – Kortez - reżyseria: Agata Trafalska            |

### Sekcja muzyki jazzowej
| Album roku | Album roku                                                                               |
| --- | ---------------------------------------------------------------------------------------- |
| - Barok progresywny – Nikola Kołodziejczyk Orchestra - produkcja: Nikola Kołodziejczyk - 6 Hours with Ronnie – Kazimierz Jonkisz Energy - produkcja: For Tune - AtomSphere – Atom String Quartet - produkcja: Atom String Quartet - Celuloid – Marek Napiórkowski i Artur Lesicki - produkcja: Marek Napiórkowski i Artur Lesicki - Wings – Adam Pierończyk i Miroslav Vitouš - produkcja: Narodowy Instytut Audiowizualny i For Tune |                                                                                          |
| Artysta roku | Fonograficzny debiut roku                                                                |
| - Janusz Muniak - Adam Bałdych - Adam Pierończyk - Atom String Quartet - Nikola Kołodziejczyk | - Aga Derlak - Agnieszka Wilczyńska - Krzysztof Lenczowski - Nika Lubowicz - Olga Boczar |

### Sekcja muzyki poważnej
| Najwybitniejsze nagranie muzyki polskiej |
| --- |
| - Lutosławski: Piano Concerto, Symphony No. 2 - Krystian Zimerman i Berliner Philharmoniker (dyrekcja: Simon Rattle) - Szymanowski & Debussy - Meccore String Quartet (Wojciech Koprowski, Jarosław Nadrzycki, Michał Bryła, Karol Marianowski) - Paweł Łukaszewski: Symphony of Providence - Anna Mikołajczyk-Niewiedział, Agnieszka Rehlis, Jarosław Bręk, Chór Polskiego Radia w Krakowie, Orkiestra i Chór Opery i Filharmonii Podlaskiej (dyrekcja: Marcin Nałęcz-Niesiołowski) - Real Life Song - Joanna Freszel (sopran), Agata Igras-Sawicka, Piotr Zawadzki, Łukasz Piotrowski, Marek Szlezer, Mariusz Rutkowski, Krzysztof Garstka, Zuzanna Elster, Maksymilian Grzesiak, Kamila Wąsik-Janiak, Katarzyna Grygiel, Jan Kalinowski, Dominik Płociński, Andrzej Kopeć, proMODERN (dyrekcja: Andrzej Borzym jr., Rafał Janiak, Marta Kluczyńska, Jarosław Praszczałek) - Szymański, Mykietyn – Music for String Quartet - Royal String Quartet: Izabella Szałaj-Zimak (I skrzypce), Elwira Przybyłowska (II skrzypce), Marek Czech (altówka), Michał Pepol (wiolonczela) |
| Album roku muzyka chóralna, oratoryjna i operowa |
| - Musica Caelestis - Chór Katedry Warszawsko-Praskiej Musica Sacra, Joanna Łukaszewska, Anna Krawczykiewicz, Konrad Tanewski, Małgorzata Kołcz, Łukasz Farcinkiewicz, Michał Markuszewski (dyrekcja: Paweł Łukaszewski) - Benjamin Britten: The Turn of the Screw - Eric Barry, Emily Workam, Kathleen Reveille, Diana Montague, Rosie Lomas, Dominic Lynch, Maria Machowska, Krzysztof Bąkowski, Katarzyna Budnik-Gałązka, Rafał Kwiatkowski, Tomasz Januchta, Krzysztof Malicki, Aleksandra Rojek, Adrian Janda, Leszek Wachnik, Tomasz Bińkowski, Leszek Lorent, Anna Marchwińska, Anna Sikorzak-Olek (dyrekcja: Łukasz Borowicz) - Moniuszko. Litanie ostrobramskie - Anna Dennis, Markéta Cukrová, Virgil Hartinger, Jarosław Bręk, Chór Polskiego Radia (przygotowanie chóru: Izabela Polakowska), Magdalena Lisak (pianoforte), Wrocławska Orkiestra Barokowa (dyrekcja: Jacek Kaspszyk) - Warsaw Philharmonic Choir: Kolędy - Chór Filharmonii Narodowej (dyrekcja: Henryk Wojnarowski), Julian Gembalski (organy), Ewa Wilczyńska (fortepian), Magdalena Dobrowolska, Monika Dobrzyńska-Krysiak, Anna Fijałkowska, Justyna Jedynak-Obłoza, Kinga Łukasik, Samitra Suwannarit, Barbara Szczerbaczewicz, Tomasz Warmijak, Przemysław Żywczok - World Opera Stars: Ewa Podleś - Ewa Podleś i Orkiestra Filharmonii Poznańskiej (dyrekcja: Łukasz Borowicz) |
| Album roku muzyka dawna |
| - Verbum Incarnatum - Paweł Gusnar (saksofon) i Mulierum Schola Gregoriana Clamaverunt Iusti (dyrekcja: Michał Sławecki) - Gdańsk Baroque Cantatas. Kantaty na Wniebowstąpienie i Święto Zesłania Ducha Świętego w zbiorach PAN Biblioteki Gdańskiej - Goldberg Baroque Ensemble, Ingrida Gapova, Klaudia Trzasko, Bettina Ranch, Georg Poplutz, Stefan Geyer (dyrekcja: Andrzej Mikołaj Szadejko) - Kodeks Wrocławski - Ars Cantus (dyrekcja: Tomasz Dobrzański) - Telemann - Bolette Roed, Reiko Ichise, Alexis Kossenko, Arte Dei Suonatori - Viola organista – The da Vinci Sound - Sławomir Zubrzycki |
| Album roku muzyka kameralna |
| - A Polish Kaleidoscope (Dobrzyński, Moszkowski, Zarębski, Palester) - Ravel Piano Duo (Agnieszka Kozło i Katarzyna Ewa Sokołowska) - Baryton - Jerzy Artysz - Chopin Chamber Works - Agnieszka Przemyk-Bryła, Tomasz Strahl, Konstanty Andrzej Kulka - Dream Lake (Witold Lutosławski, Andrzej Czajkowski) - Agata Zubel (sopran), Joonas Ahonen (fortepian) - Szymanowski & Debussy - Meccore String Quartet (Wojciech Koprowski, Jarosław Nadrzycki, Michał Bryła, Karol Marianowski) |
| Album roku muzyka symfoniczna i koncertująca |
| - Warsaw Philharmonic: the 1st Concert in the Rebuilt Hall - Orkiestra Filharmonii Narodowej i Wanda Wiłkomirska (skrzypce) (dyrekcja: Witold Rowicki) - Górecki / Aukso - Orkiestra Kameralna Miasta Tychy Aukso (dyrekcja: Marek Moś) - Panufnik in memoriam - Paweł Kowalski (fortepian), Roman Perucki (organy), Orkiestra Symfoniczna Polskiej Filharmonii Bałtyckiej (dyrekcja: Ernst van Tiel i Łukasz Borowicz) - Tadeusz Wroński – Rediscovered - Tadeusz Wroński (skrzypce) oraz Krakowska Orkiestra Radiowa (dyrekcja: Jerzy Gert), Wielka Orkiestra Polskiego Radia (dyrekcja: Jan Krenz) i Orkiestra Filharmonii Śląskiej (dyrekcja: Karol Stryja) - Wybitni twórcy polscy: Górecki + Panufnik - Roman Perucki (organy) i Orkiestra Polskiej Filharmonii Bałtyckiej (dyrekcja: Łukasz Borowicz) |
| Album roku recital solowy |
| - Chopin, Szymanowski, Mykietyn - Szymon Nehring (fortepian) - Chopin & Liszt in Warsaw - Ingolf Wunder (fortepian), Orkiestra Symfoniczna Filharmonii Narodowej w Warszawie (dyrekcja: Jacek Kaspszyk) - Kazimierz Serocki: Pianophonie - Szabolcs Esztényi, Jerzy Witkowski, Orkiestra Polskiego Radia i Telewizji w Krakowie (dyrekcja: Stanisław Wisłocki) - Krzysztof Meyer: Piano Works vol. 2 - Marek Szlezer (fortepian) - Wybitne utwory fletowe kompozytorów śląskich XX wieku - Grzegorz Olkiewicz (flet) oraz Maciej Paderewski, Orkiestra Kameralna Filharmonii Śląskiej, Mirosław Makowski, Eugeniusz Knapik, Teresa Baczewska, Orkiestra Kameralna Polskiego Radia Amadeus, Jan Wincenty Hawel (dyrekcja: Agnieszka Duczmal) |
| Album roku muzyka współczesna |
| - Paweł Łukaszewski: Symphony of Providence - Anna Mikołajczyk-Niewiedział, Agnieszka Rehlis, Jarosław Bręk, Chór Polskiego Radia w Krakowie, Orkiestra i Chór Opery i Filharmonii Podlaskiej (dyrekcja: Marcin Nałęcz-Niesiołowski) - Krzesimir Dębski - Łukasz Błaszczyk (skrzypce), Adam Bogacki (kontrabas) i Polska Orkiestra Radiowa (dyrekcja: Krzesimir Dębski) - Marian Borkowski: Solo Works - Marian Borkowski, Andrzej Chorosiński, Andrzej Dutkiewicz, Marcin Tadeusz Łukaszewski, Patrycja Piekutowska, Zdzisław Piernik, Stanisław Skoczyński, Tomasz Strahl - Real Life Song - Joanna Freszel (sopran), Agata Igras-Sawicka, Piotr Zawadzki, Łukasz Piotrowski, Marek Szlezer, Mariusz Rutkowski, Krzysztof Garstka, Zuzanna Elster, Maksymilian Grzesiak, Kamila Wąsik-Janiak, Katarzyna Grygiel, Jan Kalinowski, Dominik Płociński, Andrzej Kopeć, proMODERN (dyrekcja: Andrzej Borzym jr., Rafał Janiak, Marta Kluczyńska, Jarosław Praszczałek) - Znikąd historie - Agata Zubel (głos), Cezary Duchnowski (fortepian, elektronika) |
| Najlepszy album polski za granicą |
| - Lutosławski: Piano Concerto, Symphony No. 2 - Krystian Zimerman i Berliner Philharmoniker (dyrekcja: Simon Rattle) - Grażyna Bacewicz: Complete String Quartets. Volume 1 - Lutosławski Quartet: Jakub Jakowicz (I skrzypce), Marcin Markowicz (II skrzypce), Artur Rozmysłowicz (altówka), Maciej Młodawski (wiolonczela) - Mieczysław Weinberg: Concertino op. 42 für Violine & Streichorchester - Ewelina Nowicka (skrzypce), Orkiestra Kameralna Polskiego Radia Amadeus, Agnieszka Duczmal (dyrygent: Anna Duczmal-Mróz) - Szymański, Mykietyn – Music for String Quartet - Royal String Quartet: Izabella Szałaj-Zimak (I skrzypce), Elwira Przybyłowska (II skrzypce), Marek Czech (altówka), Michał Pepol (wiolonczela) - The French Collection - Piotr Beczała i Orchestre de L’Opera National de Lyon (dyrekcja: Alain Altinoglu) |

### Złote Fryderyki

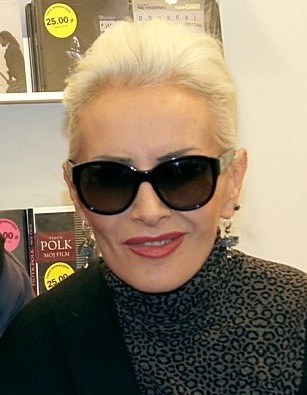
Kora, laureatka Złotego Fryderyka w muzyce rozrywkowej

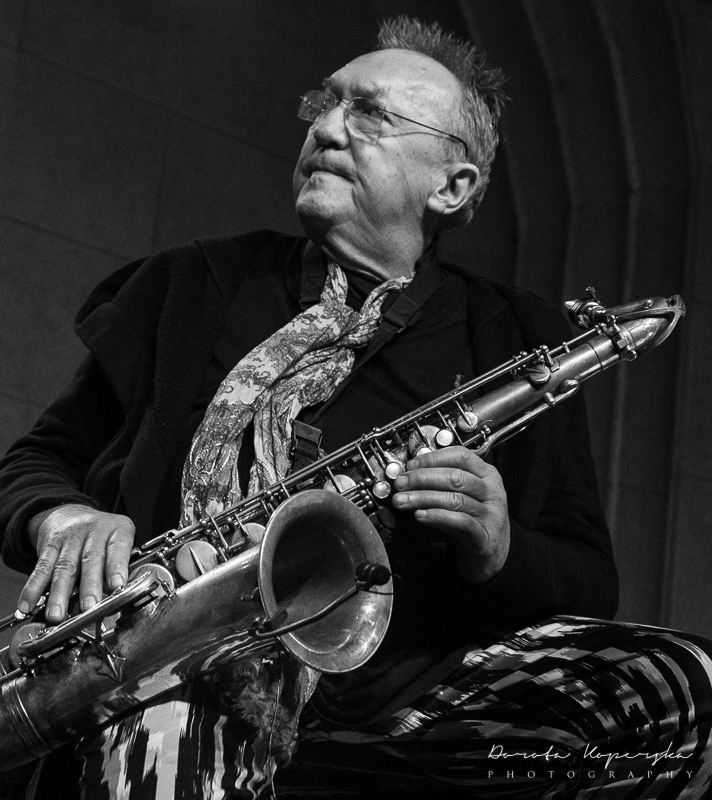
Michał Urbaniak, laureat Złotego Fryderyka w muzyce jazzowej

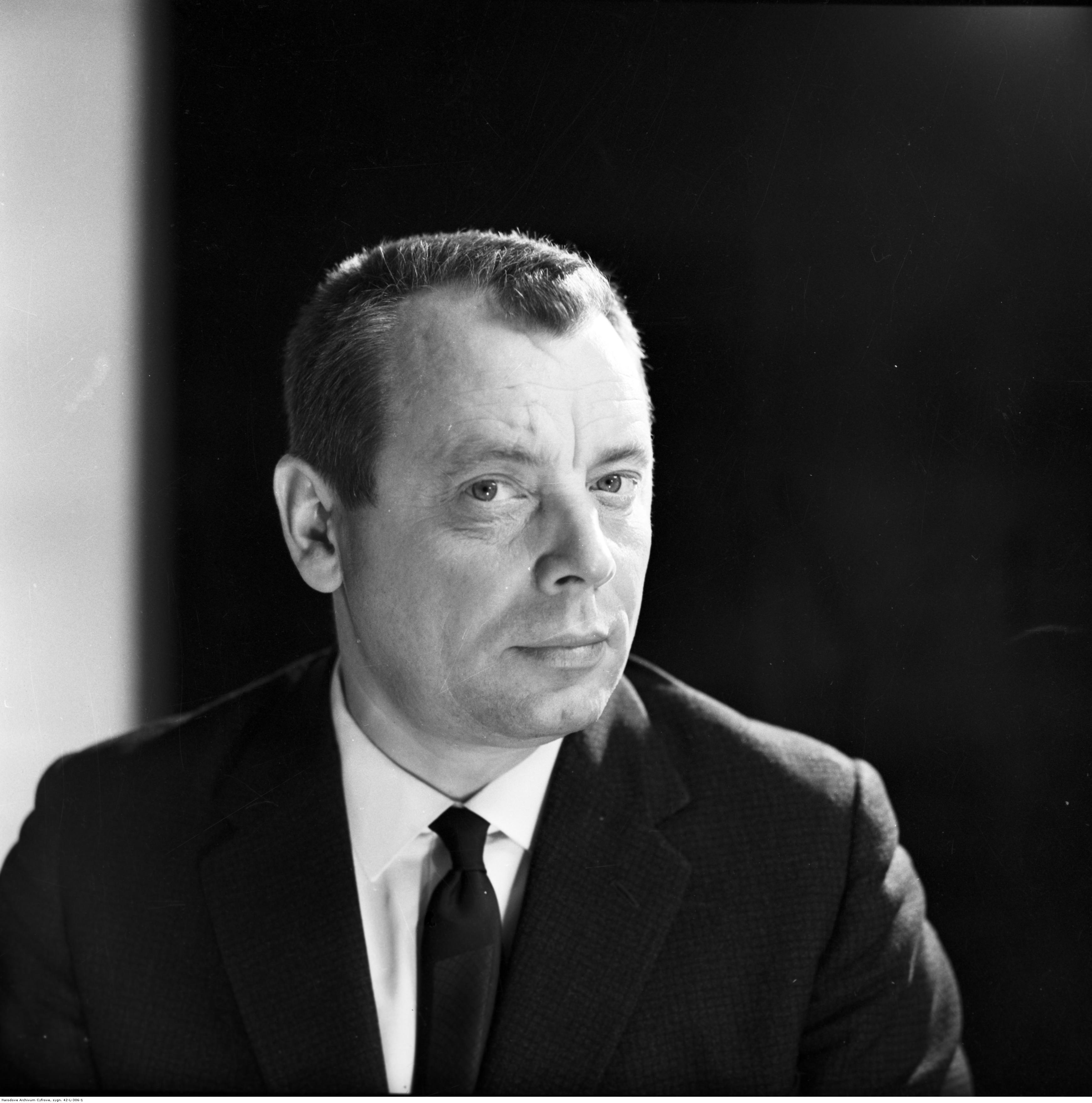
Bernard Ładysz, laureat Złotego Fryderyka w muzyce rozrywkowej

Laureaci Złotych Fryderyków:
- Kora (muzyka rozrywkowa)
- Michał Urbaniak (muzyka jazzowa)
- Bernard Ładysz (muzyka poważna)

## Statystyki
| Liczba | Osoba/zespół                                                                      |
| ------ | --------------------------------------------------------------------------------- |
| 2      | Berliner PhilharmonikerKrystian ZimermanMitch & MitchSimon RattleZbigniew Wodecki |

| Liczba | Osoba/zespół                                                                                 |
| ------ | -------------------------------------------------------------------------------------------- |
| 4      | KortezŁukasz Borowicz                                                                        |
| 3      | Chór Polskiego Radia w KrakowieDawid PodsiadłoJarosław BrękKrzysztof LenczowskiMarek Szlezer |